# Rheingau-Taunus-Verkehrsgesellschaft

Logo der RTV

Die Rheingau-Taunus-Verkehrsgesellschaft (RTV) ist die lokale Nahverkehrsgesellschaft des Rheingau-Taunus-Kreis. Sie ist Gesellschafterin des Rhein-Main-Verkehrsverbundes.
Die RTV wurde im Dezember 1994 durch den Rheingau-Taunus-Kreis und die 17 Städte und Gemeinden des Kreises gegründet.
Am 12. August 2007 wurde der Fahrplan und das Linienangebot im Kreis fast komplett umgestellt und das Angebot erweitert. Besonderheit ist hierbei der Einsatz von Rufbussen und ein einheitlicher Takt auf den Kernlinien an den Knotenpunkten.
Die RTV ist lediglich als Aufgabenträger und Bestellerorganisation tätig und verfügt über keine eigenen Busse oder Bahnen.
Im Gebiet der RTV gibt es mehrere Busbahnhöfe, die im Integralen Taktfahrplan als Taktknoten dienen. Diese befinden sich in Eltville, Taunusstein-Hahn, -Neuhof, Bad Schwalbach und Idstein. Untergeordnete Taktknoten befinden sich unter Umständen in Niedernhausen, Breithardt, Geisenheim und Schlangenbad. Des Weiteren kreuzen sich Buslinien der RTV am Wiesbadener Hauptbahnhof, wo allerdings meistens kein direkter Anschluss besteht.